# بهرام‌آباد (هفشجان)
بهرام آباد روستایی از توابع بخش مرکزی شهرستان شهرکرد  در استان چهارمحال و بختیاری است.

## جمعیت
این روستا در دهستان طاقانک قرار دارد و براساس سرشماری مرکز آمار ایران در سال ۱۳۸۵، جمعیت آن ۱۱۷۸ نفر (۲۷۹خانوار) بوده‌است.